# Biskupi Srihotto
Biskupi Srihotto – biskupi diecezjalni diecezji Srihotto.

## Biskupi

### Biskupi diecezjalni
| Lata urzędowania | Biskup | Biskup                       | Uwagi                                  |
| ---------------- | ------ | ---------------------------- | -------------------------------------- |
| 2011–2020        |        | Bejoy Nicephorus D’Cruze OMI | następnie arcybiskup metropolita Dhaki |
| od 2021          |        | Shorot Francis Gomes         |                                        |